# Łowca krokodyli (film)
Łowca krokodyli (ang. The Crocodile Hunter: Collision Course) – australijsko-amerykański film przygodowy z 2002 roku w reżyserii Johna Staintona. W tytułowej roli gra Steve Irwin wraz z żoną Terri Irwin, znany na całym świecie dyrektor Australia Zoo w Beerwah. Wspólnie z nim występują m.in. David Wenham jako Sam Flynn oraz Magda Szubanski jako Brozzie.
Film 27 kwietnia 2010 roku emitowany był w TVP1 (po raz pierwszy na tej stacji) w programie wieczornym po "Wiadomościach 19:30".

## Opis fabuły
Podczas kręcenia nowego odcinka do Łowcy krokodyli w Australii, przyrodnik Steve Irwin dostaje zlecenie, aby ten wyłowił i uratował krokodyla, który uprzykrza życie Brozzie, właścicielki terenów, gdzie panoszy się w jej stawie krokodyl polując na jej bydło. Na dodatek ten sam krokodyl połknął w całości czarną skrzynkę z ważnymi danymi CIA. Wtedy do akcji ruszają dwa "obozy", które nawzajem toczą walkę o rządy w agencji wywiadowczej USA.

## Obsada
- Steve Irwin - Łowca krokodyli
- Terri Irwin - Terri Irwin, żona Łowcy krokodyli
- Magda Szubanski - Brozzie Drewitt
- Lachy Hulme - Robert Wheeler
- David Wenham - Sam Flynn
- Kate Behan - Jo Buckley
- Alex Ruiz - Agent CIA
- David Franklin - Agent CIA
- Timothy Bottoms - Prezydent George Walker Bush
- Steve Bastoni - Reynolds
- Aden Young - Ron Buckwhiler
- Kenneth Ransom - Vaughn Archer
- Steven Vidler - Zastępca dyrektora Harley Ansell
- Neil Fanning
- Alyson Standen - Anne Milking